# Chamyla
Chamyla is een geslacht van vlinders van de familie Uilen (Noctuidae), uit de onderfamilie Noctuinae.

## Soorten
- C. affinis Draudt, 1935
- C. arctomys Alphéraky, 1897
- C. intricans Alphéraky, 1883
- C. vecors Püngeler, 1904